# 鉄道カラオケ
鉄道カラオケ（てつどうカラオケ）とは、鉄道の運転士や車掌が業務でおこなう指差喚呼や車内放送の物真似（声帯模写）をカラオケで演じること、またカラオケ事業者がそのために提供するサービスである。「鉄道カラオケ」はエクシングおよびテイチクエンタテイメントの登録商標（第5918858号）。

## 概要
2016年4月29日、エクシングはテイチクエンタテイメントから発売中の鉄道ビデオ作品の運転台からの展望映像を用いたカラオケを、JOYSOUNDで配信を開始。京浜急行電鉄の中から厳選された3本であった。前面展望映像に運転士の喚呼や車掌のアナウンスがテロップに表示される。
2017年4月には、関西の路線では初の南海電鉄の5本が配信された。これには高野山駅への南海鋼索線の作品も含まれており、鉄道カラオケでは初のケーブルカー区間であった。
スタンダードは、2017年7月より約半年間、JOYSOUND品川港南口店にて京浜急行電鉄監修による「京急電鉄カラオケルーム」として「リアル運転士・車掌体感ルーム」および「KEIKYU車内体感ルーム」の2部屋を設置した。
2018年3月時点では、上記2つのほか東武鉄道/東武東上線、東京メトロ丸ノ内線と西武鉄道の計5つが配信され、その後、2021年までにJR東日本/山手線、近畿日本鉄道、小田急電鉄、名古屋鉄道といすみ鉄道が追加された。
ちなみに、採点機能も使うことができるが、基本の評価基準であるメロディーがないので、良し悪しは判断できない。